# Tom (film)
Tom (fr.: Tom à la Ferme) – francusko-kanadyjski thriller psychologiczny z 2013 roku w reżyserii i na podstawie scenariusza Xaviera Dolana. Adaptacja sztuki Michela Marca Boucharda pt.: "Tom à la ferme".

## Obsada
- Xavier Dolan jako Tom
- Pierre-Yves Cardinal jako Francis
- Lise Roy jako Agathe
- Evelyne Brochu jako Sara
- Manuel Tadros jako barman
- Jacques Lavallée jako ksiądz
- Anne Caron jako lekarz
- Caleb Landry Jones

i inni.

## Opinie
Albert Nowicki (His Name is Death) podsumował Toma jako "jedną z najbardziej zachwycających produkcji ostatnich lat; dojrzały stylistycznie, inteligentnie napisany thriller, niepozwalający sobie na błędy i nierzetelności".